# Nanjing NJ2045/2046
Les NJ2045 et NJ2046 sont des camions à haute mobilité de 1,5 tonne, développés par la firme chinoise Nanjing Automobile Corporation (NAC) et utilisé par l'Armée populaire de libération (APC).
Ils sont tous-deux basés sur le véhicule militaire tout-terrain 4x4 40.10WM d'Iveco, lui-même étant un dérivé des premières séries de l'Iveco Daily. Les principales différences entre le 2046 et le 2045 concernent une hauteur de caisse plus importante et une structure renforcée pour le 2046, permettant d'améliorer ses capacités tout-terrain.

## Histoire
Le développement du NJ2046 débute en 1999 et sa conception est achevée en 2000. Un petit nombre entre en service dans l'APC entre 2001 et 2002, en tant que transports de troupes, patrouilleurs aux frontières, évacuation médicale et certains dans des rôles de support d'armement (mitrailleuses et lance-missiles antichar, principalement).
Une des caractéristiques les plus importantes du NJ2046 est sa capacité à être aéro-transporté et largué depuis des avions de transport de taille moyenne, comme le Shaanxi Y-8. Le premier test de largage aérien fut effectué en avril 2002, quand un NJ2046 sanglé sur une palette fut balancé d'une altitude de 800 m et se posa en toute sécurité grâce à l'emploi de multiples parachutes. Depuis, cette manœuvre a été répétée de nombreuses fois, principalement par la division aéroportée de l'APC et les unités des forces spéciales.
Pendant le Salon des équipements militaires et de la défense (IDEX) de mars 2003, qui se déroule à Abou Dabi (Émirats arabes unis), NORINCO dévoile son système de missile antichar HJ-9A (en), système dont l'un des éléments principaux est son support, un NJ2046.

## Caractéristiques
Le NJ2046 est mu par un moteur 8140 Sofim d'une cylindrée de 2,8 litres, fabriqué sous licence par la Nanjing elle-même. C'est un moteur turbo-diesel 4 cylindres en ligne, à injection directe et développant 118 ch (87 kW) à 3 600 tr/min. Il est relié à une boîte de vitesses manuelle d'un type très classique, à 5 rapports + marche arrière. Le véhicule est équipé d'une prise de force en 24 volts et d'un système de préchauffage évolué, permettant de faciliter le démarrage à froid du moteur, en particulier dans les conditions climatiques sévères (grands froids). Il est doté d'un réservoir principal de 70 litres et d'un autre de secours d'une capacité de 20 litres.

## Plateformes
- Camion 4x4 à haute mobilité ;
- Plateforme-support pour missile antichar HJ-9 ;
- Véhicule anti-émeutes ;
- Transport de troupes.

## Utilisateurs
- Chine
- Dominique[3]

## Versions
- Véhicule 10 places : plan des sièges → 3 + 3 + (2 x 2) ;
- Véhicule 11 places : plan des sièges → 3 + (4 x 2).

## Culture populaire
Le Nanjing est visible et utilisable dans le jeu vidéo Battlefield 2. Il n'est pas blindé, ce qui lui permet de transporter une petite escouade de soldats d'un bout à l'autre de la carte très rapidement. Armé d'une mitrailleuse de toit de 12,7 mm, il ne peut rien faire face à une menace autre que non blindée, sauf si les soldats à son bord utilisent leurs armes antichars.